# Società degli amici dei Neri

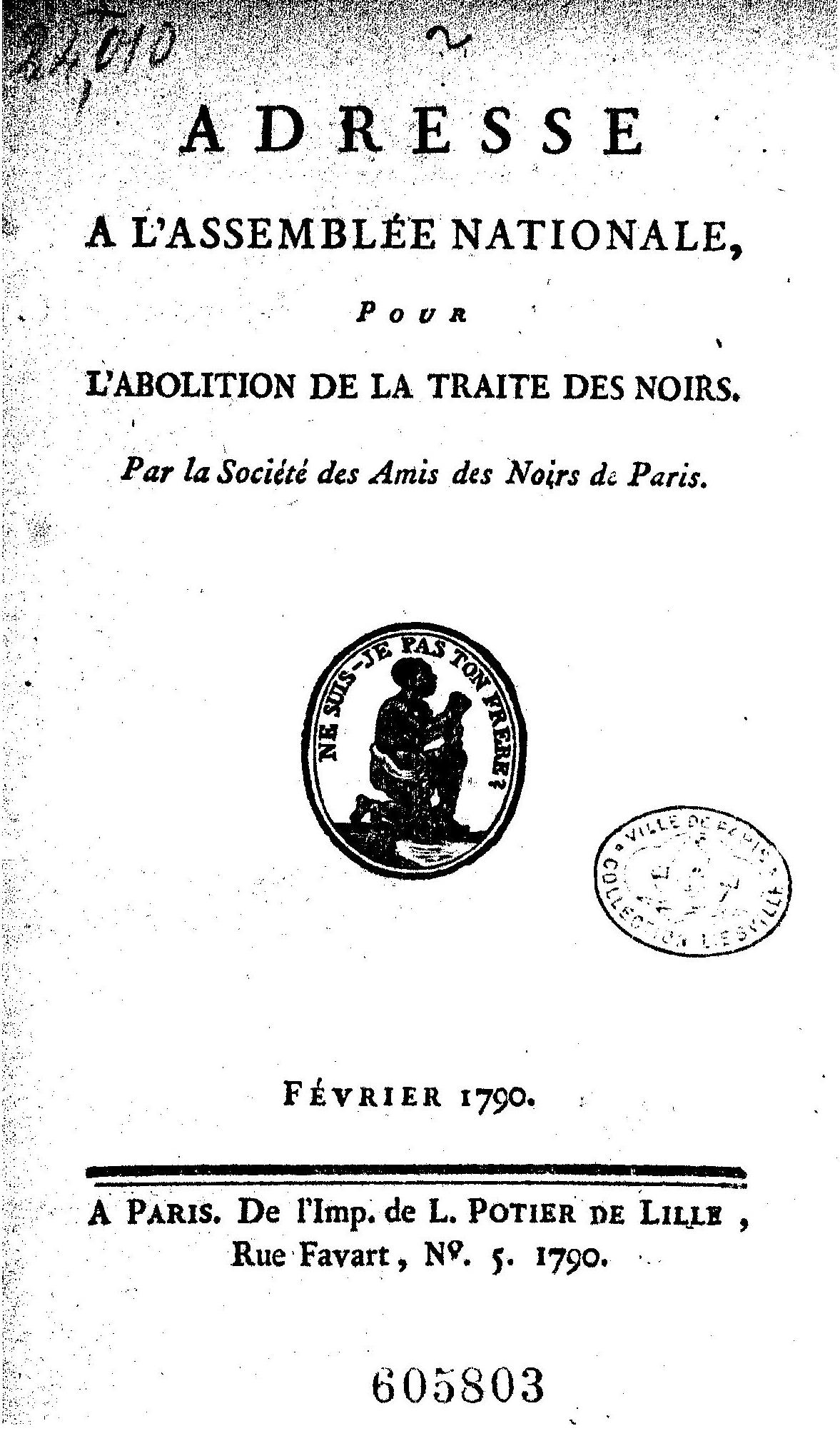
Frontespizio di un libro pubblicato dalla Società degli amici dei Neri nel 1790

La Società degli amici dei Neri (Société des amis des Noirs or Amis des noirs) era un gruppo di uomini e donne francesi abolizionisti (contrari alla schiavitù dei Neri e alla Tratta degli schiavi). La Società fu creata a Parigi nel 1788, rimase attiva fino al 1793. Fu fondata da Jacques-Pierre Brissot e Étienne Clavière, dietro consiglio di Thomas Clarkson, che era a capo del movimento  abolizionista nel Regno di Gran Bretagna. Era basata su un sistema di elezioni trimestrali, diversi presidenti si sono succeduti, alcuni per più di un mandato seppur mai consecutivo: oltre a  Brissot e  Clavière figurano Condorcet, Gilbert du Motier de La Fayette e Jérôme Pétion de Villeneuve.  All'inizio del 1789, la Società contava 141 membri.
Durante i cinque anni della sua esistenza, pubblicò libri e saggi contro la schiavitù e inviava le proprie proteste sul piano strettamente politico all'Assemblea Nazionale di Francia. Nonostante i loro sforzi comunque, ogni reale e pratica mitigazione legislativa contro la piaga della schiavitù venne emanata solo in seguito alla scomparsa della Società nel 1793. Nel Febbraio 1794, l'Assemblea Nazionale emanò il decreto di Emancipazione Universale, che liberò a tutti gli effetti ogni schiavitù coloniale.
Diversi articoli e monografie hanno esplorato la questione di quanto la Società abbia influito nel portare all'abolizione della schiavitù, e le opinioni che emergono passano da un estremo al suo opposto: da coloro che identificano gli Amici dei Neri come uno strumento della liberazione, a coloro che la considerano niente di più di una "société de pensée".